# Barbastro

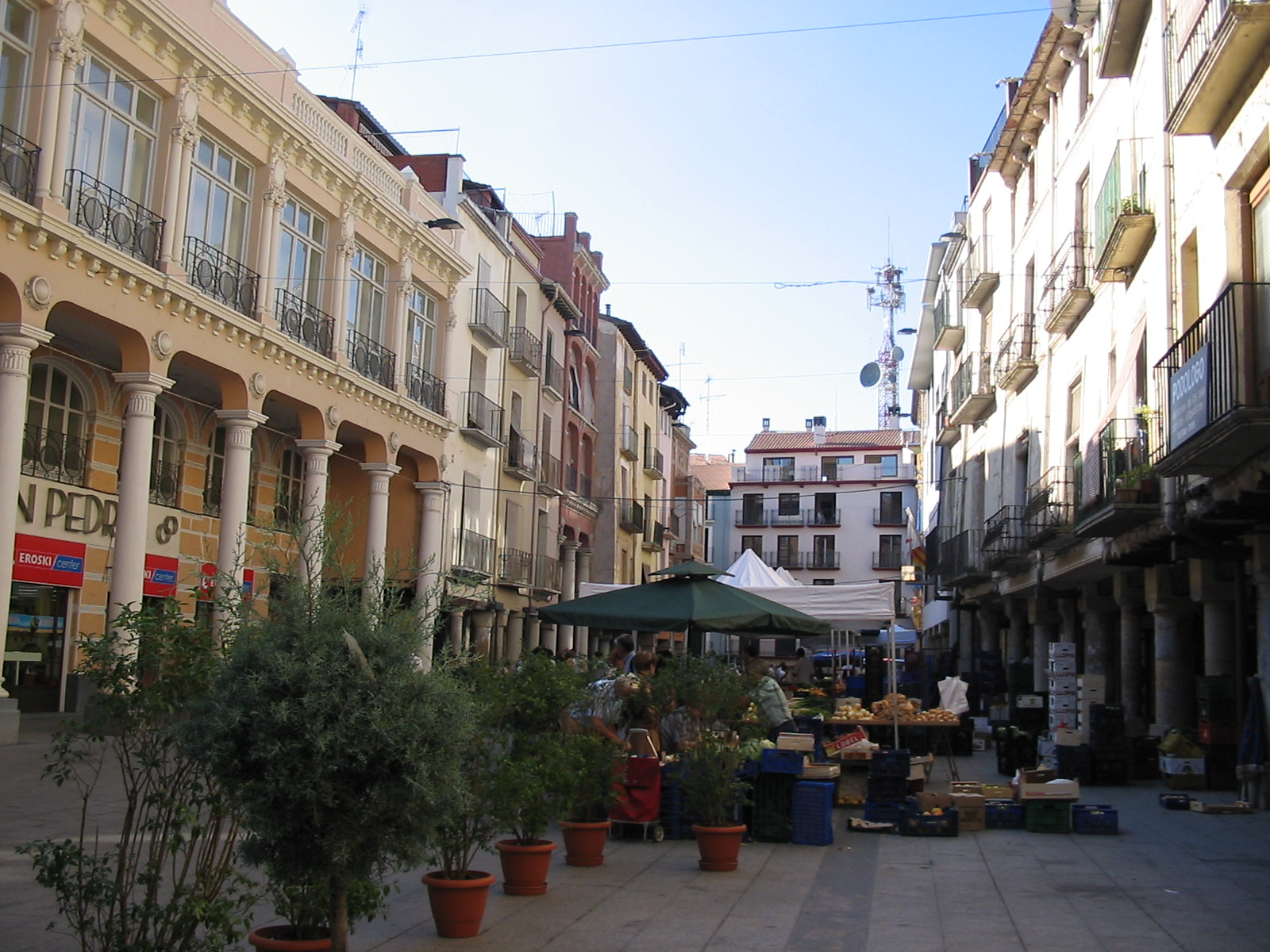
Plaza del Mercado, Barbastro

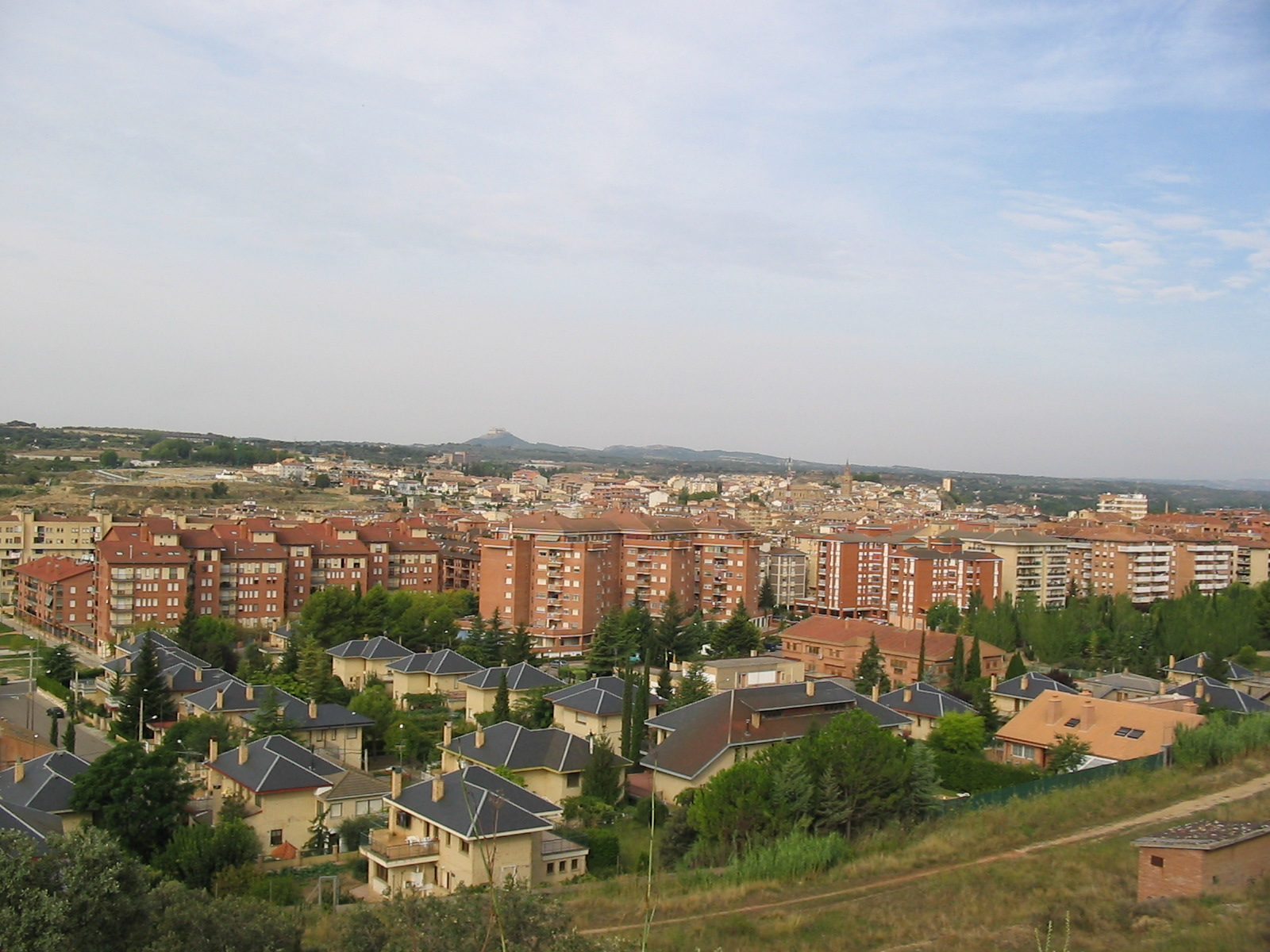
Aanzicht van Barbastro

Barbastro is een gemeente in de Spaanse provincie Huesca in de regio Aragón met een oppervlakte van 108 km². Barbastro telt 16.961 inwoners (1 januari 2016). Barbastro, een oud stadje met een karakteristiek marktplein, is de hoofdstad van de comarca Somontano de Barbastro.

## Geschiedenis
Na de val van het West-Romeinse Rijk maakte Barbastro deel uit van het Visigotische Rijk. Barbastro en het Barbitaniya-gebied vielen in 717 in Moslimhanden na een aanval onder leiding van Moessa bin Noessair. De stad werd hernoemd tot Madyar. In 862 vestigde Banu Jalaf zich daar en maakte de plaats tot hoofdstad van het emiraat Barbineta en Huesca. In 1064 vielen Sancho I van Aragón en Franse soldaten onder leiding van Willem VIII van Aquitanië Barbastro met succes aan. De stad telde toen zo'n 2000 inwoners en was in handen van het emiraat Taifa Zaragoza. Het jaar daarop werd zij echter heroverd door de Moren en het duurde tot 1100 voor zij weer werd heroverd door soldaten van Peter I van Aragón. Die verlegde hiermee de grens tussen het koninkrijk Aragón en Al-Andalus naar het zuiden tot aan de Ebrorivier.
In 1196 kwam de Cortes bijeen in de stad. De leden waren opgeroepen door Peter II van Aragón. Tijdens deze bijeenkomst kreeg de stad diverse privileges toegekend.
Aan het begin van de 16e eeuw telde Barbastro ruim 2000 inwoners en de bevolking leefde vooral van de landbouw en de handel. Er volgde een periode van economische voorspoed, hetgeen zich uitte in de bouw van de kathedraal, het bisschoppelijk paleis, het stadhuis en grote herenhuizen en verdere uitbreiding van de stad. In de 17e eeuw keerde het economisch tij. De bevolking, inmiddels gegroeid naar 5000 inwoners, maakte een moeilijke tijd door.
De stad werd in 1809 bezet door het Franse leger van Napoleon en pas in mei 1812 weer bevrijd.
Tegen het einde van de 19e eeuw had Barbastro, dat toen zo'n 8000 inwoners telde, een belangrijke regionale functie gekregen. Er werden jaarlijks vier grote markten gehouden en verder kleinere weekmarkten. Naast de traditionele landbouw waren er ook industriële bedrijfjes zoals meel- en oliemolens, maar ook zeep- en aardewerkfabrieken en leerlooierijen en weverijen. In 1880 kwam de spoorlijn gereed tussen Barbastro en Selgua. 
Het op zo'n drie kilometer van de stad gelegen benedictijnenklooster van Nuestra Señora del Pueyo leent nog steeds zijn naam aan een traditionele witte wijn.

## Demografische ontwikkeling
Bron: INE; 1857-2011: volkstellingen
Opm.: In 1857 werd Burceat geannexeerd en in 1970 Cregenzán.

## Geboren in Barbastro
- Josemaría Escrivá (1902), priester
- Christian Iguacel (1996), atleet
- Sergio Samitier (1995), wielrenner

Abiego · Abizanda · Adahuesca · Agüero · Aínsa-Sobrarbe · Aísa · Albalate de Cinca · Albalatillo · Albelda · Albero Alto · Albero Bajo · Alberuela de Tubo · Alcalá de Gurrea · Alcalá del Obispo · Alcampell · Alcolea de Cinca · Alcubierre · Alerre · Alfántega · Almudévar · Almunia de San Juan · Almuniente · Alquézar · Altorricón · Angüés · Ansó · Antillón · Aragüés del Puerto · Arén · Argavieso · Arguis · Ayerbe · Azanuy-Alins · Azara · Azlor · Baélls · Bailo · Baldellou · Ballobar · Banastás · Barbastro · Barbués · Barbuñales · Bárcabo · Belver de Cinca · Benabarre · Benasque · Beranuy · Berbegal · Bielsa · Bierge · Biescas · Binaced · Binéfar · Bisaurri · Biscarrués · Blecua y Torres · Boltaña · Bonansa · Borau · Broto · Caldearenas · Campo · Camporrélls · Canal de Berdún · Candasnos · Canfranc · Capdesaso · Capella · Casbas de Huesca · Castejón de Monegros · Castejón de Sos · Castejón del Puente · Castelflorite · Castiello de Jaca · Castigaleu · Castillazuelo · Castillonroy · Chalamera · Chía · Chimillas · Colungo · Esplús · Estada · Estadilla · Estopiñán del Castillo · Fago · Fanlo · Fiscal · Fonz · Foradada del Toscar · Fraga · La Fueva · Gistaín · El Grado · Grañén · Graus · Gurrea de Gállego · Hoz de Jaca · Hoz y Costean · Huerto · Huesca · Ibieca · Igriés · Ilche · Isábena · Jaca · Jasa · Labuerda · Laluenga · Lalueza · Lanaja · Laperdiguera · Lascellas-Ponzano · Lascuarre · Laspaúles · Laspuña · Loarre · Loporzano · Loscorrales · Lupiñén-Ortilla · Monesma y Cajigar · Monflorite-Lascasas · Montanuy · Monzón · Naval · Novales · Nueno · Olvena · Ontiñena · Osso de Cinca · Palo · Panticosa · Peñalba · Las Peñas de Riglos · Peralta de Alcofea · Peralta de Calasanz · Peraltilla · Perarrúa · Pertusa · Piracés · Plan · Poleñino · Pozán de Vero · La Puebla de Castro · Puente de Montañana · Puente la Reina de Jaca · Puértolas · El Pueyo de Araguás · Pueyo de Santa Cruz · Quicena · Robres · Sabiñánigo · Sahún · Salas Altas · Salas Bajas · Salillas · Sallent de Gállego · San Esteban de Litera · San Juan de Plan · San Miguel del Cinca · Sangarrén · Santa Cilia · Santa Cruz de la Serós · Santa María de Dulcis · Santaliestra y San Quílez · Sariñena · Secastilla · Seira · Sena · Senés de Alcubierre · Sesa · Sesué · Siétamo · Sopeira · La Sotonera · Tamarite de Litera · Tardienta · Tella-Sin · Tierz · Tolva · Torla-Ordesa · Torralba de Aragón · Torre la Ribera · Torrente de Cinca · Torres de Alcanadre · Torres de Barbués · Tramaced · Valfarta · Valle de Bardají · Valle de Hecho · Valle de Lierp · Velilla de Cinca · Vencillón · Viacamp y Litera · Vicién · Villanova · Villanúa · Villanueva de Sigena · Yebra de Basa · Yésero · Zaidín